# Tonnetje steken

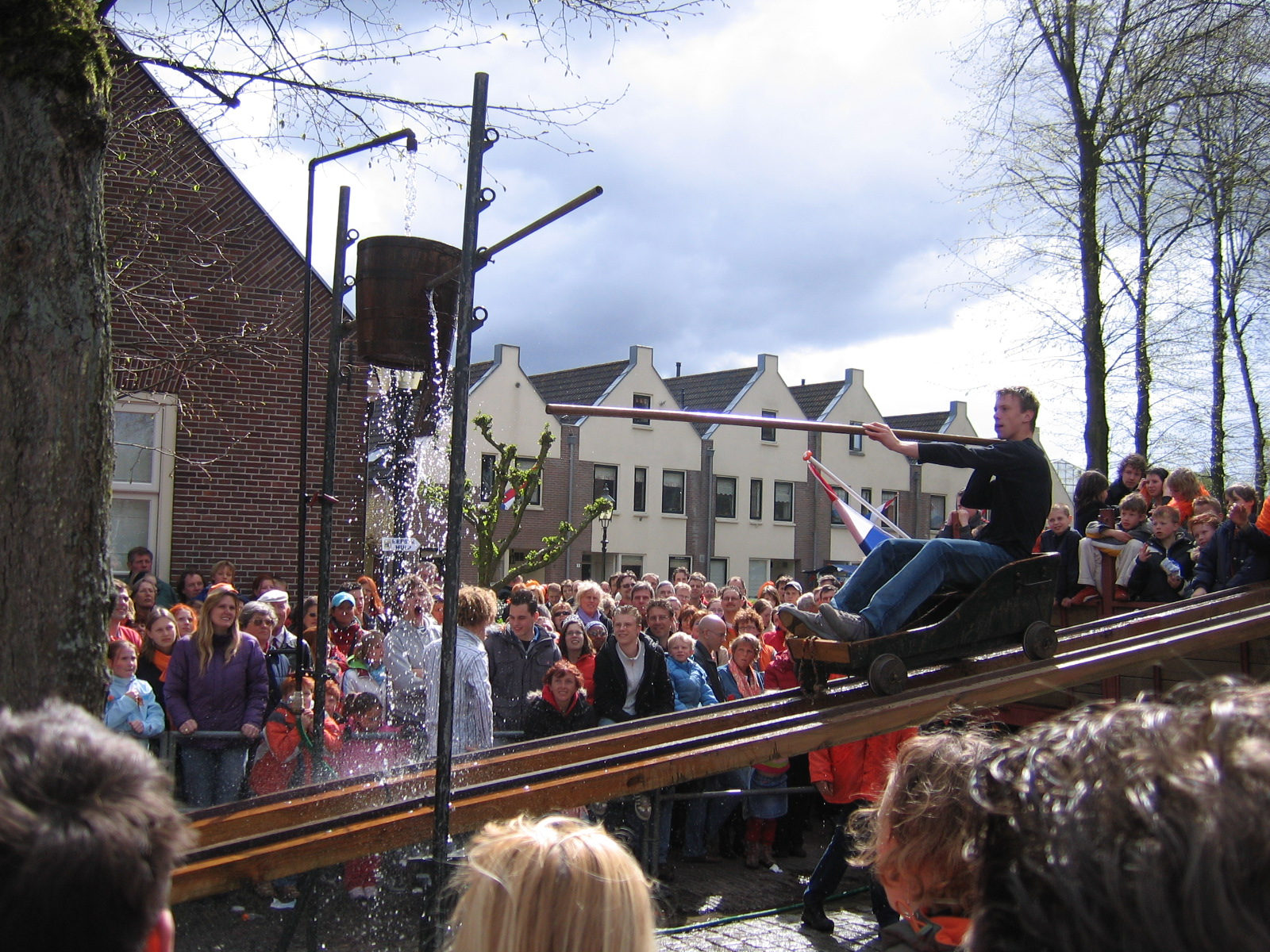
Tonnetje steken in Eemnes, 29-04-2006

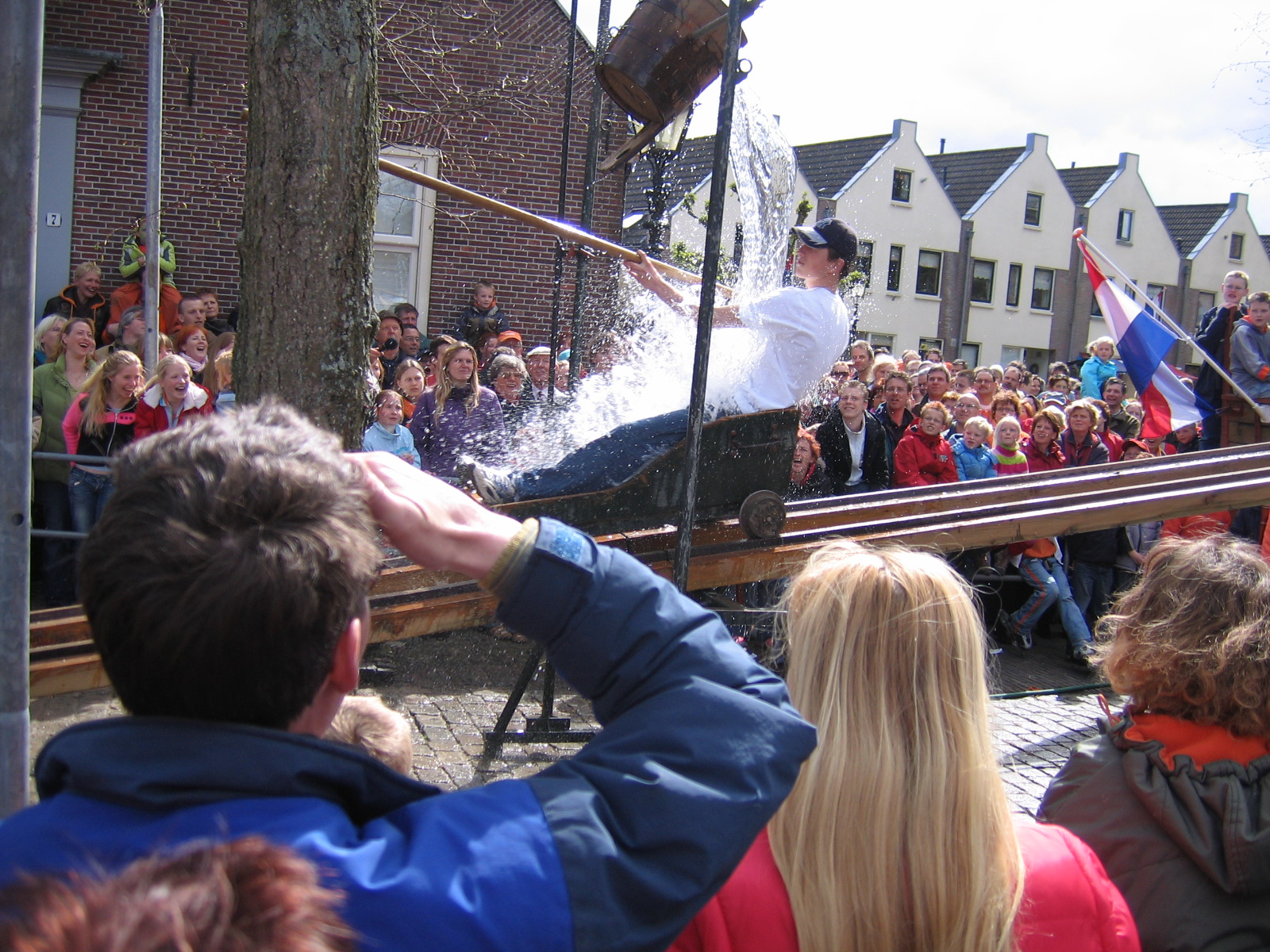
Gemist, dat levert dus een nat pak op...

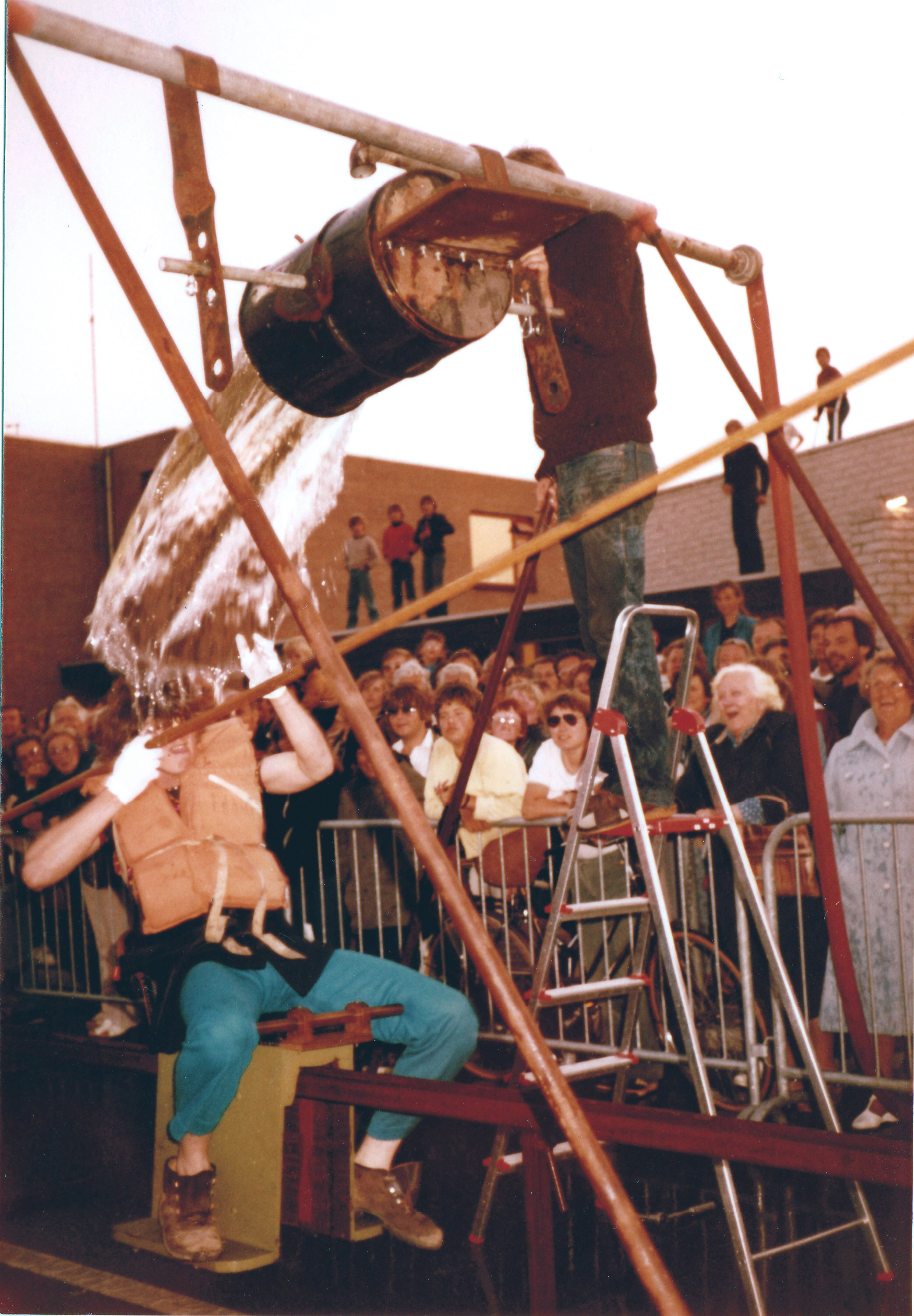
Tobbesteken op Texel, 1981

Tonnetje steken of tobbesteken is net als ringsteken een Nederlands folkloristisch traditioneel spel dat op bijzondere dagen, zoals Koningsdag, wordt beoefend. In april 2016 werd Tonnetje Steken uitgeroepen tot Koningsdagspel van het jaar.

## Spelbeschrijving
Een deelnemer laat zich met een stok in zijn handen in een karretje over twee rails naar beneden rollen.
Halverwege is een "tonnetje" (een modale of grotere emmer) opgehangen, dat gevuld is met water.
Het tonnetje is kantelbaar bevestigd aan een horizontale buis. Onderaan het tonnetje is een plankje bevestigd waar een gat in is gemaakt. De bedoeling is nu dat de deelnemer de stok door dat gat steekt.
Wie raakt steekt heeft gewonnen, wie mis steekt heeft verloren. De deelnemer loopt grote kans dat het tonnetje kantelt, en hij een flinke plens water over zich heen krijgt en dus ook een nat pak, wat meestal leidt tot hilariteit bij het publiek.

## NK Tonnetje Steken
In Schiedam wordt al meer dan 20 jaar een Nederlands Kampioenschap Tonnetje Steken georganiseerd. Hier hangt er een ring onder het tonnetje die eruit gestoken moet worden. Dit Nederlands Kampioenschap wordt georganiseerd door de Schiedamse muziekvereniging Sint Radboud en vindt plaats op het plein voor het clubgebouw van deze vereniging.

### Jaarlijkse datum
Het evenement in Schiedam vond tot en met 2019 elk jaar plaats op de tweede zondag van september. In januari van 2020 werd bekendgemaakt dat het evenement vanaf dat jaar zou plaatsvinden op de laatste zondag van juni omdat ná de zomervakantie te weinig voorbereidingstijd beschikbaar was die nodig is om het NK te organiseren.